# إيفان جيل (لاعب كرة قدم)
إيفان جيل (بالإسبانية: Iván Gil Calero) هو لاعب كرة قدم إسباني، ولد في 18 يناير 2000.